# Artur Kasperek
Artur Kasperek (ur. 17 października 1966 w Lublinie) – polski fagocista, profesor[UMFC] doktor habilitowany Uniwersytetu Muzycznego Fryderyka Chopina w Warszawie.

## Życiorys
Ukończył Liceum Muzyczne im. Karola Lipińskiego w Lublinie w klasie Grażyny Woć-Kowalik. Następnie studiował w Akademii Muzycznej im. Fryderyka Chopina w Warszawie w klasie prof. Bogumiła Gadawskiego, którą ukończył dyplomem w 1992. Umiejętności doskonalił u Klausa Thunemanna.
W latach 1990–1994 solista Polskiej Filharmonii Kameralnej, od 1992 solista Teatru Wielkiego w Warszawie, od 1994 solista Polskiej Orkiestry Radiowej, od 1998 jest muzykiem orkiestry Sinfonia Helvetica w ramach festiwalu Musique et Amitie w Szwajcarii, w 1999 solista Polish Festival Orchestra Krystiana Zimermana, od 2000 solista Sinfonietty Cracovia, w latach 2001–2005 kierownik sekcji instrumentów dętych w Operze Narodowej.
Ma w swoim dorobku występy solowe z orkiestrami: Orkiestry Polskiego Radia, Filharmonii Narodowej Białorusi, Polskiej Filharmonii Kameralnej, Sinfonietty Cracovia, Concerto Avenna, Capella Bydgostiensis, Śląskiej Orkiestry Kameralnej, Filharmonii Lubelskiej, Filharmonii Rzeszowskiej, Filharmonii Białostockiej, Filharmonii w Kaliszu, Orkiestry Kameralnej Orfeusz, z którymi wykonywał koncerty Mozarta, Webera, Vivaldiego, Hummla, R. Straussa, Panufnika i Villi-Lobosa, Jean Francaixa i Poula Hindemitha. W 1995 na zaproszenie Akademii Muzycznej w Mińsku brał udział jako solista w koncercie finałowym Międzynarodowego Festiwalu Instrumentów Dętych Drewnianych, gdzie wraz z orkiestrą Filharmonii Narodowej Białorusi wykonał koncerty Mozarta i R. Straussa.
Jest współzałożycielem i pierwszym fagocistą kwartetu fagotowego Varsovia, z którym zdobył m.in. III nagrodę na konkursie w Niemczech (Poczdam 1998), od 1990 jest fagocistą kwintetu Varsovia Nova, a od 2009 fagocistą zespołu Gruppo di Tempera.
Koncertował solo w Polsce i za granicą (Niemcy, Szwajcaria, Francja, Rosja, Białoruś), Stany Zjednoczone, Japonia, Korea Południowa, Chiny.
Współpracuje z orkiestrami i zespołami: Concerto Avenna, Leopoldinum, Ensemble de Narol.
Współpracuje z dyrygentami: Lorinem Maazelem, Walerijem Giergijewem, Claudiem Abbado, Christophem Eschenbachem i innymi.
Jako profesor prowadzi klasę fagotu na Uniwersytecie Muzycznym Fryderyka Chopina w Warszawie i jest pedagogiem w Zespole Państwowych Szkół Muzycznych nr 1 w Warszawie.
Jako solista i kameralista dokonał wielu nagrań dla Polskiego Radia i Telewizji Polskiej.
3 stycznia 2012 otrzymał stopień doktora Uniwersytetu Muzycznego Fryderyka Chopina w Warszawie, a odebrał go 22 lutego tego samego roku.
W roku 2016 uzyskał stopień doktora habilitowanego. W 2017 roku został kierownikiem Katedry Instrumentów Dętych UMFC wydziału VII w Białymstoku, a od 2019 roku jest kierownikiem katedry instrumentów dętych UMFC w Warszawie.
Od 2020 roku Artur Kasperek jest profesorem nadzwyczajnym UMFC. W roku 2022 otrzymał tytuł profesora zwyczajnego. Prowadzi aktywną działalność pedagogiczną jako profesor Uniwersytetu Muzycznego Fryderyka Chopina w Warszawie, gdzie od 2019 roku kieruje Katedrą Instrumentów Dętych. W latach 2017–2019 pełnił analogiczną funkcję w Filii UMFC w Białymstoku.
Jego studenci zdobywali nagrody na prestiżowych konkursach międzynarodowych oraz pełnili funkcje pierwszych fagocistów w czołowych polskich orkiestrach, m.in.: Filharmonii Narodowej, Narodowej Orkiestry Symfonicznej Polskiego Radia, Teatru Wielkiego – Opery Narodowej, Sinfonii Varsovii, Polskiej Orkiestry Radiowej, Polskiej Opery Królewskiej, Filharmonii Poznańskiej, Filharmonii Pomorskiej, Filharmonii Podlaskiej, Filharmonii Warmińsko-Mazurskiej, Filharmonii Wrocławskiej, Filharmonii Gorzowskiej, Opery Wrocławskiej, Cavatina Philharmonic Orchestra, Filharmonii Jeleniogórskiej, Opery Lubelskiej oraz Sinfonii Iuventus.
Regularnie prowadzi kursy mistrzowskie, seminaria i warsztaty w Polsce oraz za granicą. Był zapraszany jako wykładowca przez uczelnie w Czechach, oraz w Chinach. W 2024 roku poprowadził cykl kursów mistrzowskich na największych chińskich uczelniach muzycznych, między innymi w Central Conservatory of Music w Pekinie oraz Shanghai Conservatory of Music.
Zasiada w jury krajowych i międzynarodowych konkursów fagotowych. Został odznaczony odznaką honorową Zasłużony dla Kultury Polskiej.